# CROSS†CHANNEL
CROSS†CHANNEL là một visual novel người lớn phát triển và phát hành bởi FlyingShine dùng cho Windows và PlayStation 2 (PS2). Phiên bản Windows phát hành ngày 26 tháng 9 năm 2003, vàp phiên bản PS2 (CROSS†CHANNEL ~To all people~) ra mắt ngày 18 tháng 3 năm 2004. Một bản tương thích với PlayStation Portable (PSP) chuyển đổi từ PS2 phát hành ngày 25 tháng 2 năm 2010 và một bản Xbox 360 với các nội dung bổ sung (CROSS†CHANNEL ~In memory of all people~) ra mắt ngày 14 tháng 4 năm 2011. CROSS†CHANNEL ~For all people~ cũng được phát hành trên PlayStation 3 (PS3) và PlayStation Vita (PS Vita) vào ngày 26 tháng 6 năm 2014. Tạp chí Famitsu đã chấm phiên bản PS3 được 30/40 điểm tiêu chí chuẩn, trong khi bản PS Vita được 28/40 điểm.